# George West (Politiker)

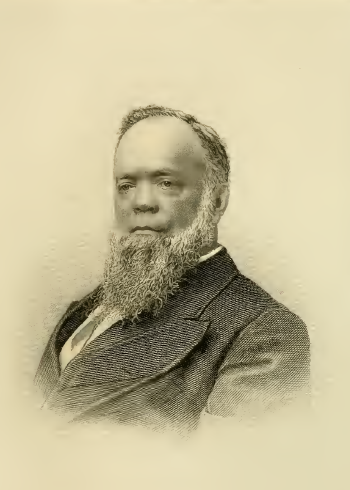
George West

George West (* 17. Februar 1823 in Bradninch, Vereinigtes Königreich Großbritannien und Irland; † 20. September 1901 in Ballston Spa, New York) war ein englisch-amerikanischer Politiker. Zwischen 1881 und 1883 sowie zwischen 1885 und 1889 vertrat er den Bundesstaat New York im US-Repräsentantenhaus.

## Werdegang
George West wurde während der Regierungszeit von Georg IV. im Devonshire County geboren. Er besuchte Gemeinschaftsschulen. Im Februar 1849 wanderte er in die Vereinigten Staaten ein und ließ sich in Ballston Spa im Saratoga County nieder. Dort ging er der Papierherstellung nach. Zwischen 1872 und 1876 saß er in der New York State Assembly. Als Delegierter nahm er 1880 an der Republican National Convention in Chicago teil. Er war Präsident der First National Bank von Ballston Spa. Politisch gehörte er der Republikanischen Partei an.
Bei den Kongresswahlen des Jahres 1880 für den 47. Kongress wurde West im 20. Wahlbezirk von New York in das US-Repräsentantenhaus in Washington, D.C. gewählt, wo er am 4. März 1881 die Nachfolge von John H. Starin antrat. Nach einem erfolglosen Wiederwahlversuch 1882 für den 48. Kongress schied er nach dem 3. März 1883 aus dem Kongress aus. Er kandidierte 1884 für den 49. Kongress. Nach einer erfolgreichen Wahl trat er am 4. März 1885 die Nachfolge von Edward Wemple an. Er wurde einmal wiedergewählt. Da er auf eine erneute Kandidatur im Jahr 1888 verzichtete, schied er nach dem 3. März 1889 aus dem Kongress aus.
Nach seiner Kongresszeit nahm er wieder seine früheren Geschäftstätigkeiten auf. Er verstarb am 20. September 1901 in Ballston Spa und wurde dann dort auf dem gleichnamigen Friedhof beigesetzt.